# Condado de Williamson (Texas)
O Condado de Williamson (em inglês:  Williamson County) é um dos 254 condados do estado norte-americano do Texas. A sede e maior cidade do condado é Georgetown. Foi criado em 13 de março de 1848.
O condado possui uma área de 2 938 km², dos quais 42 km² estão cobertos por água, uma população de 422 679 habitantes, e uma densidade populacional de 145,93 hab/km² (segundo o censo nacional de 2010).